# A Twisted Christmas
A Twisted Christmas (с англ. — «Извращённое рождество») — седьмой и последний студийный альбом американской глэм-метал группы Twisted Sister, выпущенный 17 октября 2006 года в США на лейбле Razor & Tie.
Альбом представляет собой сборник кавер-версий известных рождественских песен, выполненных в стиле хеви-метал. Обработки в альбоме содержат много заимствований, как у самих себя, так музыка «We're Not Gonna Take It» используется в «Oh Come All Ye Faithful» (а заканчивается песня отрывком из «Хава нагила»), гитарный рифф «White Christmas» повторяет рифф «I Wanna Rock», так и у других исполнителей: AC/DC, Black Sabbath, Thin Lizzy, Judas Priest.
Гостями альбома выступили две известные в мире хеви-метал певицы: Лита Форд, исполнившая партию бэк-вокала в «I’ll Be Home for Christmas» и Доро Пеш, исполнившая партию бэк-вокала в песне «White Christmas».
К альбому вышло несколько видео. В двух версиях представлен клип на песню «Oh Come All Ye Faithful» (с англ. — «Придите, верующие»), одна из них мультипликационная. Помимо этого, снят клип на песню «Silver Bells» (с англ. — «Серебряные колокольчики») и записано видео исполнения группой в студии «Heavy Metal Christmas».

## Список композиций
| №   | Название | Автор(ы)                         | Примечание                       | Длительность |
| --- | --- | -------------------------------- | -------------------------------- | ------------ |
| 1.  | «Have Yourself a Merry Little Christmas» (Создай себе весёлое небольшое рождество)                                | Хью Мартин, Ральф Блейн, 1943    |                                  | 4:48         |
| 2.  | «Oh Come All Ye Faithful» (Придите, верующие)                                                                     | Джон Френсис Вейд                | гимн второй половины XVIII века  | 4:40         |
| 3.  | «White Christmas» (Белое рождество)                                                                               | Ирвинг Берлин, 1941              | записана с участием Доро Пеш     | 3:56         |
| 4.  | «I'll Be Home for Christmas» (Я буду дома на рождество)                                                           | Ким Гэннон, Уолтер Кент, 1943    | записана с участием Литы Форд    | 4:08         |
| 5.  | «Silver Bells» (Серебряные колокольчики)                                                                          | Джей Ливингстон, Рэй Эванс, 1950 |                                  | 5:05         |
| 6.  | «I Saw Mommy Kissing Santa Claus» (Я видел как мама целует Санта-Клауса)                                          | Томми Коннор, 1952               |                                  | 3:39         |
| 7.  | «Let It Snow!» (Пусть будет снег)                                                                                 | Сэмми Кан, Жюль Стайн, 1945      |                                  | 3:09         |
| 8.  | «Deck the Halls» (Украсьте зал)                                                                                   |                                  | песня второй половины XVIII века | 2:52         |
| 9.  | «The Christmas Song (Chestnuts Roasting on an Open Fire)» (Рождественская песня (Каштаны жарятся на углях))       | Торме, Мел, Боб Уэллс, 1945      | песня второй половины XVIII века | 3:40         |
| 10. | «Heavy Metal Christmas (The Twelve Days of Christmas)» (Тяжелометалическое рождество (Двенадцать дней рождества)) |                                  | народная песня XVIII века        | 5:14         |
| 11. | «We Wish You a Twisted Christmas» (Мы желаем вам извращённого рождества)                                          | Twisted Sister                   | бонус                            | 0:36         |

## Состав
- Ди Снайдер — вокал
- Эдди Охеда — гитара, вокал
- Джей Джей Френч — гитара, вокал
- Марк Мендоза — бас-гитара, вокал
- A. J. Pero — ударные, вокал

## Комментарии
1. ↑  Перевод приблизительный, слово twisted в английском языке многозначно, в основном связано с процессами перекручивания, искривления, отсюда и иные значения, типа чокнутого, извращённого